# Паулі Невала
Паулі Лаурі Невала (фін. Pauli Lauri Nevala; 30 листопада 1940 — 20 червня 2025) — фінський легкоатлет, який спеціалізувався в метанні списа.

## Життєпис
Олімпійський чемпіон з метання списа (1964).
Учасник змагань з метання списа на Олімпіаді-1968 (не подолав кваліфікаційного раунду).
Срібний призер чемпіонату Європи з метання списа (1969). Фіналіст (4-е місце) змагань з метання списа на чемпіонаті Європи (1966).
4-разовий чемпіон Фінляндії з метання списа (1961, 1962, 1963, 1967).
Після завершення змагальної кар'єри (1971) працював тренером та спортивним функціонером на локальному рівні.